# Lecanodiaspis rugosa
Lecanodiaspis rugosa är en insektsart som först beskrevs av Hempel 1900.  Lecanodiaspis rugosa ingår i släktet Lecanodiaspis och familjen Lecanodiaspididae. Inga underarter finns listade i Catalogue of Life.